# Sorribes de la Vansa
Sorribes de la Vansa, również: Sorribes de Lavansa – miejscowość w Hiszpanii, w Katalonii, w prowincji Lleida, w comarce Alt Urgell, w gminie La Vansa i Fórnols.
Według danych INE w 2020 roku liczyła 28 mieszkańców – 14 mężczyzn i 14 kobiet. 